# 圣多默堂 (罗马)
圣多默堂（San Tommaso in Parione）是埃塞俄比亚在罗马的两座国家教堂之一，供奉圣多默宗徒。该堂每年仅9月20-28日对公众开放。

## 历史
该堂在1139年由教宗依諾森二世祝圣。目前的教堂是在1582年重建的结果。
该堂在1517年-1937年间曾为领衔教堂。该头衔现已转给新堂。该堂由熙笃会管理。由于它又是埃塞俄比亚国家教堂，因此举行拉丁礼和亚历山大礼两种弥撒。